# Super Liga de Uzbekistán 2021
La temporada 2021 de la Super Liga de Uzbekistán fue la 30.ª temporada de la máxima categoría del fútbol en Uzbekistán desde 1992. 
El Pajtakor Tashkent fue el campeón defensor.

## Equipos
El club FK Buxoro fue relegado de categoría y fue reemplazdo por el Turon Yaypan como campeón de la Primera Liga de Uzbekistán 2020.
| Club               | Ciudad    | Estadio             | Capacidad |
| ------------------ | --------- | ------------------- | --------- |
| AGMK               | Olmaliq   | OKMK Sport Majmuasi | 12 000    |
| Andijon            | Andiyán   | Sog'lom Avlod       | 18 360    |
| Bunyodkor          | Taskent   | Bunyodkor           | 34 000    |
| Kokand 1912        | Kokand    | Markaziy            | 12 278    |
| Lokomotiv Tashkent | Taskent   | Lokomotiv           | 8000      |
| FK Mash'al Mubarek | Muborak   | Bahrom Vafoev       | 11 000    |
| Metallurg Bekabad  | Bekobod   | Metallurg           | 15 000    |
| Nasaf Qarshi       | Qarshi    | Markaziy            | 16 000    |
| Navbahor Namangan  | Namangán  | Markaziy            | 22 000    |
| Pajtakor           | Taskent   | Pakhtakor Markaziy  | 35 000    |
| Qizilqum Zarafshon | Zarafshon | Yoshlar             | 12 500    |
| Sogdiana Jizzakh   | Yizaj     | Sogdiana            | 11 650    |
| Surkhon Termez     | Termez    | Alpamish            | 6000      |
| Turon Yaypan       | Yaypan    | Uzbekistán          | 4000      |

## Desarrollo

### Clasificación
| Pos. | Equipo       | Pts. | PJ | G  | E  | P  | GF | GC | Dif. | Clasificación o descenso                                          |
| ---- | ------------ | ---- | -- | -- | -- | -- | -- | -- | ---- | ----------------------------------------------------------------- |
| 1    | Pajtakor (C) | 60   | 26 | 19 | 3  | 4  | 51 | 18 | +33  | Clasifica a la Fase de grupos de la Liga de Campeones de la AFC   |
| 2    | Sogdiana     | 47   | 26 | 12 | 11 | 3  | 28 | 15 | +13  | Clasifica a la Fase de grupos de la Copa AFC                      |
| 3    | AGMK         | 47   | 26 | 13 | 8  | 5  | 34 | 25 | +9   |                                                                   |
| 4    | Nasaf        | 45   | 26 | 13 | 6  | 7  | 42 | 24 | +18  | Clasifica a la Ronda preliminar de la Liga de Campeones de la AFC |
| 5    | Bunyodkor    | 45   | 26 | 13 | 6  | 7  | 43 | 30 | +13  |                                                                   |
| 6    | Navbahor     | 39   | 26 | 10 | 9  | 7  | 23 | 19 | +4   |                                                                   |
| 7    | Lokomotiv    | 39   | 26 | 11 | 6  | 9  | 37 | 32 | +5   |                                                                   |
| 8    | Kokand 1912  | 36   | 26 | 9  | 9  | 8  | 37 | 36 | +1   |                                                                   |
| 9    | Qizilqum     | 31   | 26 | 7  | 10 | 9  | 26 | 29 | −3   |                                                                   |
| 10   | Surkhon      | 25   | 26 | 7  | 4  | 15 | 17 | 43 | −26  |                                                                   |
| 11   | Metallurg    | 25   | 26 | 8  | 1  | 17 | 22 | 35 | −13  |                                                                   |
| 12   | Mash'al (D)  | 23   | 26 | 5  | 8  | 13 | 21 | 35 | −14  | Play-off de permanencia                                           |
| 13   | Andijon (D)  | 19   | 26 | 4  | 7  | 15 | 22 | 41 | −19  | Descenso a la Uzbekistán Pro League                               |
| 14   | Turon (D)    | 17   | 26 | 3  | 8  | 15 | 16 | 37 | −21  | Descenso a la Uzbekistán Pro League                               |

 Fuente: Socceway
Criterios de clasificación: 1) Puntos; 2) Puntos en partidos directos; 3) Gol diferencia en partidos directos; 4) Goles de visitante en partidos directos; 5) Gol diferencia; 6) Goles anotados.
Notas:
1. 1 2  Puntos en partidos directos: Sogdiana 4, AGMK 1.
2. 1 2  Puntos en partidos directos: Nasaf 3, Bunyodkor 3. Gol diferencia en partidos directos: Nasaf +3, Bunyodkor –3.
3. ↑  Clasificado a la Liga de Campeones de la AFC como campeón de la Copa de Uzbekistán 2021.
4. 1 2  Puntos en partidos directos: Navbahor 6, Lokomotiv 0.
5. 1 2  Puntos en partidos directos: Surkhon 6, Metallurg 0.

### Resultados
| Local \ Visitante | AGM | AND | BUN | KOK | LOK | MAS | MET | NAS | NAV | PAK | QIZ | SOG | SUR | TUR |
| ----------------- | --- | --- | --- | --- | --- | --- | --- | --- | --- | --- | --- | --- | --- | --- |
| AGMK              |     | 3–2 | 3–1 | 2–1 | 2–1 | 3–2 | 2–0 | 1–1 | 2–1 | 0–3 | 1–2 | 0–1 | 1–0 | 2–0 |
| Andijon           | 2–3 |     | 1–4 | 1–2 | 1–2 | 1–1 | 1–2 | 1–1 | 1–2 | 1–0 | 1–1 | 0–0 | 1–0 | 1–1 |
| Bunyodkor         | 1–1 | 3–1 |     | 2–1 | 3–2 | 1–0 | 2–0 | 2–0 | 0–0 | 3–2 | 1–0 | 2–2 | 3–1 | 3–1 |
| Kokand            | 2–2 | 1–1 | 0–0 |     | 2–1 | 2–2 | 0–1 | 1–2 | 1–2 | 4–2 | 0–0 | 2–3 | 2–0 | 2–2 |
| Lokomotiv         | 1–1 | 2–2 | 2–1 | 0–1 |     | 2–1 | 1–3 | 2–0 | 1–2 | 0–3 | 1–1 | 1–0 | 2–0 | 3–1 |
| Mash'al           | 2–1 | 0–1 | 1–1 | 0–2 | 1–4 |     | 2–1 | 0–1 | 0–0 | 0–1 | 2–1 | 0–0 | 2–1 | 0–0 |
| Metallurg         | 0–1 | 2–0 | 1–0 | 0–1 | 1–2 | 1–2 |     | 2–1 | 2–2 | 0–3 | 1–2 | 0–2 | 0–1 | 1–0 |
| Nasaf             | 1–1 | 2–0 | 5–0 | 3–1 | 1–3 | 1–0 | 1–0 |     | 0–1 | 2–3 | 2–1 | 1–0 | 6–0 | 4–0 |
| Navbahor          | 0–0 | 0–1 | 2–1 | 2–3 | 1–0 | 2–1 | 1–0 | 0–0 |     | 1–2 | 0–0 | 0–1 | 2–0 | 0–0 |
| Pajtakor          | 1–0 | 1–0 | 1–0 | 3–0 | 2–1 | 3–0 | 2–1 | 1–0 | 0–0 |     | 4–2 | 0–0 | 5–0 | 3–1 |
| Qizilqum          | 0–0 | 1–0 | 2–1 | 2–2 | 0–0 | 2–0 | 1–3 | 1–2 | 1–1 | 0–1 |     | 1–1 | 1–1 | 2–1 |
| Sogdiana          | 0–0 | 4–1 | 0–0 | 1–1 | 0–0 | 2–2 | 2–0 | 1–1 | 1–0 | 1–0 | 2–1 |     | 2–1 | 1–0 |
| Surkhon           | 0–1 | 2–0 | 1–5 | 1–1 | 0–1 | 1–0 | 1–0 | 2–2 | 1–0 | 0–4 | 1–0 | 0–1 |     | 1–0 |
| Turon             | 0–1 | 1–0 | 0–3 | 1–2 | 2–2 | 0–0 | 2–0 | 0–2 | 0–1 | 1–1 | 0–1 | 1–0 | 1–1 |     |

## Play-off por la permanencia
| Promoción; 2 de diciembre | Olympic                               | 3:1 (0:0) | Mash'al           | Estadio Pakhtakor Markaziy, Taskent           |                                               |
| 16:00 (UTC+5)             | Zhўraqziev 62' · Mamasidicov 75', 77' | Reporte   | Kaziev 57' (pen.) | Árbitro(s): Rahimbek Karimov VAR: Aziz Asimov | Árbitro(s): Rahimbek Karimov VAR: Aziz Asimov |

## Estadísticas

### Goleadores
| N.° | Jugador                 | Club               | Goles |
| --- | ----------------------- | ------------------ | ----- |
| 1   | Dragan Ćeran            | Pakhtakor Tashkent | 10    |
| 2   | Shokhruz Norkhonov      | Sogdiana Jizzakh   | 8     |
| 2   | Khusayin Norchaev       | Nasaf              | 8     |
| 2   | Temurkhuja Abdukholiqov | Lokomotiv Tashkent | 8     |
| 5   | Marko Stanojević        | Nasaf              | 6     |
| 5   | Mirjahon Mirahmadov     | Bunyodkor          | 6     |